# SV 1873 Nürnberg-Süd
SV 1873 Nürnberg-Süd is een Duitse omnisportclub uit de stad Neurenberg. De club is actief in voetbal, turnen, gymnastiek, tennis, volleybal, judo, jiujitsu, aikido, kegelen, berg- en wintersport, karate, kobudo, katori, shinto ryu, tai chi en tafeltennis.

## Geschiedenis
De club is het product van een veelvoud aan fusie. De huidige club ontstond in 1967 door de fusie van TuSV 1873 Nürnberg en ASV Nürnberg-Süd. In 1912 fuseerden TV 1873 Steinbühl en TV 1879 Gibitzenhof tot TV 1873 Steinbühl-Gibitzenhof, die in 1931 de naam wijzigde in TV 1873 Nürnberg en in 1952 in TuSV 1873 Nürnberg. De roots van ASV gaan terug tot 1889 toen TB 1889 Steinbühl opgericht werd, deze club fuseerde in 1893 met TB 1892 Bavaria tot Arbeiter TV Steinbühl. In 1912 fuseerde deze club met TB 1904 Tafelhof en Steinbühler Tdb. Noris 1895 tot Freie TS Nürnberg-Süd. Nadat nog enkele kleine clubs opgeslort werden nam de club in 1950 de naam ASV Nürnberg-Süd aan.
De voetbalafdeling speelde in de jaren vijftig en zestig nog in de derde klasse maar zakte dan weg naar de lagere reeksen.